# Pommes dauphine

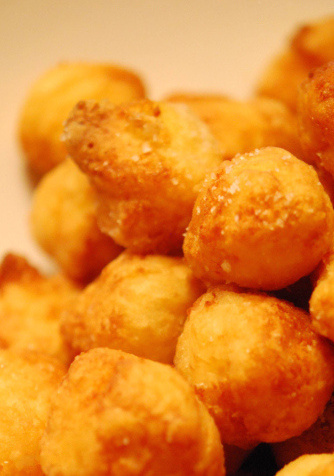
Pommes dauphine.

Las pommes dauphine (en español: patatas delfina) son una especialidad culinaria francesa hecha a base de puré de patatas y de pasta choux.
Después de mezclar puré de patatas seco y consistente con pasta choux, mantequilla y huevos, se forman una bolitas a mano o con una manga pastelera, del grosor de una nuez (la pasta choux hace que engordan durante la fritura). Se fríen en abundante aceite hasta que estén doradas. Tradicionalmente se sirven en acompañamiento de carnes, pero pueden acompañar de igual manera hortalizas y pescados.
El nombre de la receta habría aparecido por primera vez en 1864 bajo el nombre de pommes à la dauphine y en 1891 como pommes dauphine.

## Variantes
- Pommes Lorette: el puré lleva queso gruyer rallado, y en vez de bolitas se forman pequeños cruasanes de masa que se fríen.